# Once de Febrero, Veracruz
Once de Febrero är en ort i Mexiko.   Den ligger i kommunen Las Choapas och delstaten Veracruz, i den sydöstra delen av landet, 600 km öster om huvudstaden Mexico City. Once de Febrero ligger 272 meter över havet och antalet invånare är 144.
Terrängen runt Once de Febrero är lite kuperad. Runt Once de Febrero är det ganska glesbefolkat, med 45 invånare per kvadratkilometer. Närmaste större samhälle är Chimalapa 2da. Sección, 8,7 km sydost om Once de Febrero. Omgivningarna runt Once de Febrero är en mosaik av jordbruksmark och naturlig växtlighet.